# Cesare Pavese
Cesare Pavese (Santo Stefano Belbo, 9 de setembro de 1908 — Turim, 26 de agosto de 1950) foi um escritor e poeta italiano.
Combatente antifascista, o que lhe rendeu três anos de prisão no sul da Itália. Nessa época, iniciou o seu diário "O Ofício de Viver", título original "Il Mestiere di Vivere", uma autocritica revelada em reflexões sobre a sua arte, seus processos criativos e sobre o sentido da existência.

## Biografia
Cesare Pavese nasceu em Santo Stefano Belbo, nas Langhe (província de Cuneo), tendo-se mudado ainda em criança para Turim, donde se ausentou sempre apenas durante pouco tempo: passou um ano na prisão em Barcaleone (Reggio Calabria), comprometido por amigos políticos; passou algum tempo em Roma em trabalho para a editora Einaudi, da qual foi um dos mais eficazes conselheiros editoriais; suicidou-se em Turim em 1950.
A sua tese de licenciatura foi sobre Walt Whitman, e já não era um desconhecido quando, em 1936, publicou Lavorare stanca: tinha já publicado e continuaria a publicar estudos sobre literatura norte-americana clássica e contemporânea, reunidos num volume (La letteratura americana e altri saggi) publicado postumamente em 1951. Traduziu Daniel Defoe (Moll Flanders), Charles Dickens, Herman Melville (Moby Dick e Benito Cereno), James Joyce (Dedalus), Sinclair Lewis, John dos Passos, Gertrude Stein e William Faulkner.

## Obras
- A lua e as fogueiras (1958);
- Antes que o galo cante (1959);
- Ofício de viver: diário (1935-1950) (1968);
- A guitarra quebrada: romance (1960);
- Entre mulheres sós (196?);
- O diabo sobre as colinas (1962);
- Férias de Agosto (1965);
- A praia (1965);
- O Verão (1965);
- Terras do meu país (1969);
- O camarada (1974);
- Trabalhar cansa (1998);
- Diálogos com Leucó (2007).